# Rząd Tymczasowy Królestwa Polskiego (1815)
Rząd Tymczasowy Królestwa Polskiego – kolegialny rząd Królestwa Polskiego, powołany przez króla Aleksandra I Romanowa dekretem z 20 maja 1815 w miejsce zlikwidowanej Rady Najwyższej Tymczasowej Księstwa Warszawskiego; działał do ogłoszenia Konstytucji Królestwa Polskiego (24 grudnia 1815).

## Utworzenie
Rząd został utworzony 20 czerwca 1815 wraz z ogłoszeniem Królestwa Polskiego. W skład jego weszło 5. umocowanych namiestników królewskich, którymi byli członkowie rozwiązanej Rady Tymczasowej oraz książę Adam Jerzy Czartoryski jako wiceprezes. Prezesem został Wasilij Łanskoj.

## Skład
- prezes: gen. Wasyl Łanskoj
- wiceprezes: książę Adam Jerzy Czartoryski
- członkowie: Nikołaj Nowosilcow, Tomasz Wawrzecki, książę Franciszek Ksawery Drucki Lubecki
- prezydujący w ministerstwach: hrabia Tadeusz Antoni Mostowski, (Spraw Wewnętrznych), Tadeusz Matuszewicz (Przychodów i Skarbu).
- Leon Dembowski prezydujący w wydziale spraw wewnętrznych, sprawiedliwości i wojennym

## Kompetencje
Jako najwyższa władza w kraju wykonywał traktaty i konwencje zawarte przez cesarza, tymczasowo obsadzał urzędy, opiniował projekty urządzeń ustrojowych przyszłego państwa, przygotowywał nowy aparat administracyjny. Organem doradczym Rządu Tymczasowego była Rada Stanu.

## Działalność
Rząd Tymczasowy powołał dekretem z 20 maja 1815 roku Ministerstwo Przychodów i Skarbu oraz Ministerstwo Spraw Wewnętrznych, utworzył Wydział Oświecenia Narodowego oraz zarządy: Sprawiedliwości i Spraw Wojskowych. Przygotowaniem konstytucji zajął się Komitet Konstytucyjny. Swoją organizację wewnętrzną oraz organizację Tymczasowej Rady Stanu rząd uchwalił 30 czerwca 1815 roku. Pełnomocnictwo namiestnicze Rządu Tymczasowego istniało do chwili ogłoszenia Konstytucji Królestwa Polskiego 24 grudnia 1815 roku.